# Суперкубок Хорватії з футболу 2020
Суперкубок Хорватії з футболу 2020  — 13-й розіграш турніру. Матч мав відбутись 19 січня 2021 року між чемпіоном Хорватії Динамо (Загреб) та володарем Кубка Хорватії Рієкою. Матч було скасовано через пандемію COVID-19.

## Матч

### Деталі
| 19 січня 2021 21:00 (EEST) |

| Динамо (Загреб) |          | Рієка |
| --------------- | -------- | ----- |
|                 | Протокол |       |

| Максимир, Загреб |